# Ottotettix
Ottotettix is een geslacht van rechtvleugeligen uit de familie sabelsprinkhanen (Tettigoniidae). De wetenschappelijke naam van dit geslacht is voor het eerst geldig gepubliceerd in 2011 door Braun.

## Soorten
Het geslacht Ottotettix  is monotypisch en omvat slechts de volgende soort:
- Ottotettix smaragdopoda (Braun, 2011)